# Őszi szél fúj a hegyekről
Az Őszi szél fúj a hegyekről kezdetű magyar népdalt Vízi Tamás gyűjtötte a Kolozs vármegyei Kalotaszegen 1936-ban.
Feldolgozás:
| Szerző          | Mire                  | Mű        |
| --------------- | --------------------- | --------- |
| Szőnyi Erzsébet | két szólamú vegyeskar | Őszi szél |

## Kotta és dallam
| Őszi szél fúj a hegyekről, megbocsáss már mindenekről. Édes rózsám ablakába de sokat álltam hiába. | Nem megyek én innen messze, Fészket rakok, mint a fecske. Megbélelem két karommal, Megtapasztom csókjaimmal. | Anyám, anyám, édes anyám, Édes felnevelő dajkám. Ha vétettem, megbocsássad, Könnyeidet ne hullassad. |

## Felvételek
- Őszi szél fúj a hegyekről – erdélyi népdal. Pro Musica Leánykar, vezényel Szabó Dénes  YouTube (2006)  (Hozzáférés: 2016. május 6.) (videó)
- Őszi szél fúj a hegyekről Anyám anyám édesanyám. Sorbán Enikő  YouTube (2014. február 10.)  (Hozzáférés: 2016. május 6.) (audió)
- Őszi szél fúj a hegyekről. www.nagynad.com (Hozzáférés: 2016. május 6.) (audió) 1:57-ig.